# Psilothrix
Psilothrix är ett släkte av skalbaggar som beskrevs av Ludwig Redtenbacher 1858. Psilothrix ingår i familjen borstbaggar.
Släktet innehåller bara arten Psilothrix viridicoerulea.

## Bildgalleri

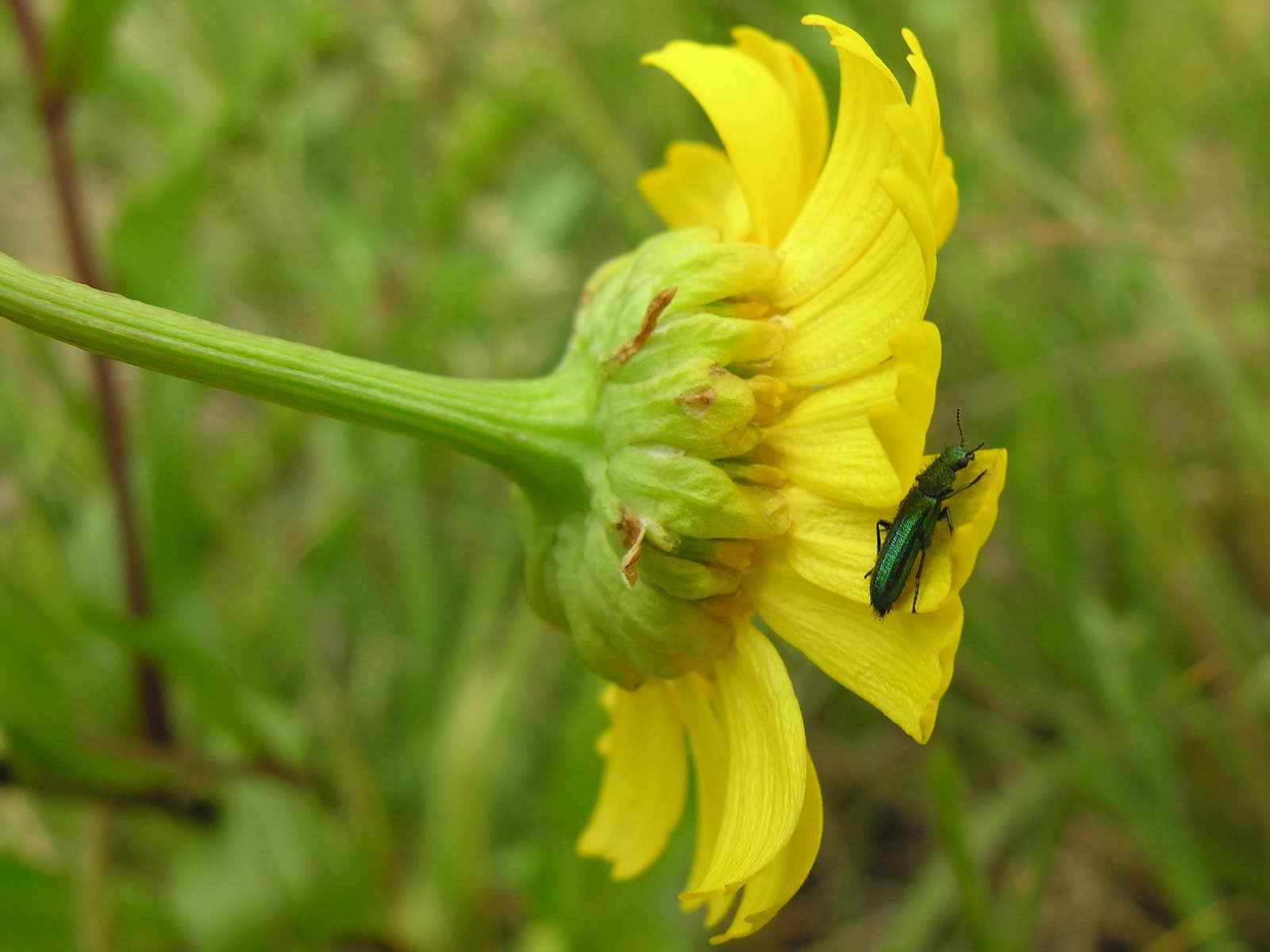
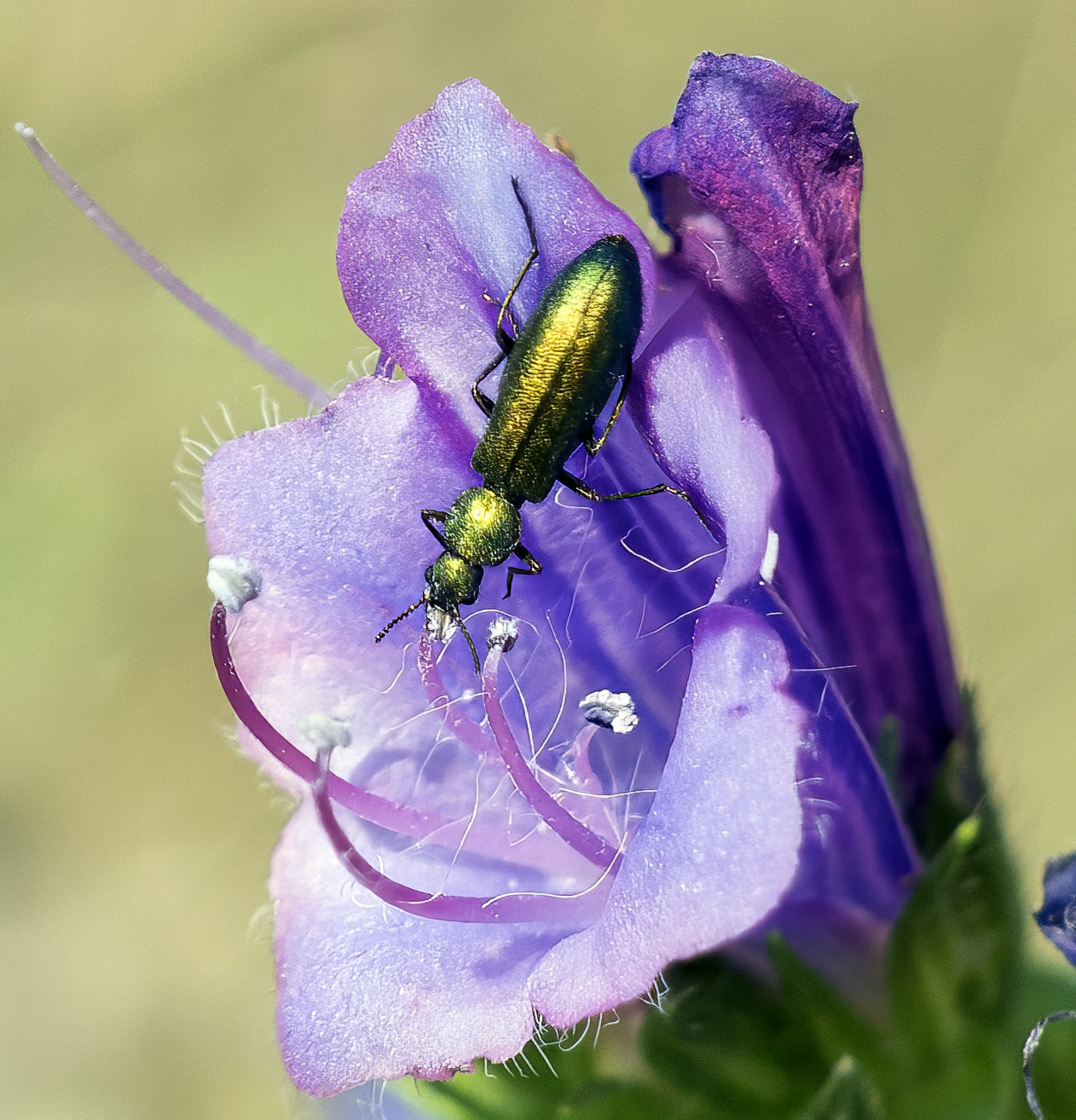
Psilothrix viridicoerulea